# اوگنی ایوانف
اوگنی ایوانف (به انگلیسی: Evgeni Ivanov) (متولد ۶ مارس دسامبر ۱۹۷۴ صوفیه) بازیکن والیبال اهل بلغارستان و عضو سابق تیم ملی والیبال بلغارستان است. اوگنی از بازیکنان با تجربه بلغارستان به شمار می‌رفت. او در دو المپیک سال‌های ۱۹۹۶ و ۲۰۰۸ عضو تیم ملی بلغارستان بود و در مجموع ۲۳۱ بازی ملی در کارنامه خود دارد.

## باشگاهی
او سابقه حضور در تیم‌های مطرح زسکا صوفیه، کالیاری، پیاچنزا، اسلاویا صوفیه، تورکوآن، فاکل نووی اورنگوی، اسکرا بلچاتوف، یزچمبسکی ونگل را در کارنامه دارد. او دو سال آخر فعالیت حرفه‌ای خود را در ایران به میدان رفت و یک فصل به بیم مازندران و فصل آخر را به سایپا تهران پیوست.